# Échelle de Scoville
Pour les articles homonymes, voir Scoville.

Structure de la capsaïcine.

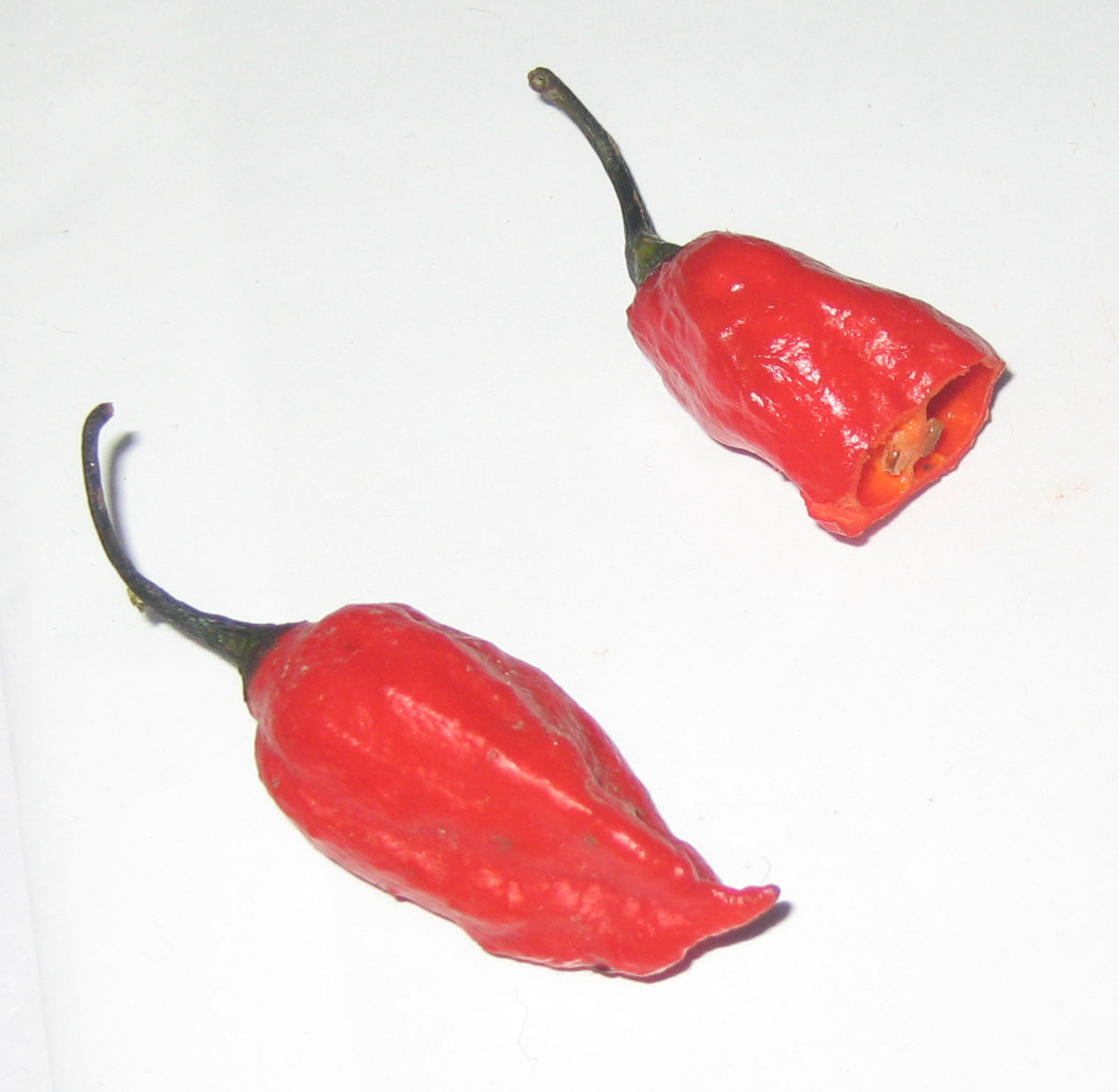
Le « Ghost Pepper », originaire de l'Inde.

L’échelle de Scoville est une échelle de mesure de la « force » (l'intensité du piquant, ou pseudo-chaleur) des piments, inventée en 1912 par le pharmacologue Wilbur Scoville dans le cadre de son travail dans la société Parke-Davis (en), à Détroit. Cette échelle est également utilisée pour mesurer le piquant des poivres et des substances chimiques ayant un effet comparable à celui des piments.
La capsaïcine est une des nombreuses molécules responsables du piquant des piments.

## Définition
Pour établir son classement, Wilbur Scoville préparait une solution de piment frais entier réduit en purée mélangé avec de l’eau sucrée. Cette solution était généralement testée par cinq personnes et tant que la sensation de brûlure du piment subsistait, il en augmentait la dilution. Lorsque la sensation de brûlure disparaissait, la valeur de la dilution servait de mesure à la force du piment.
Par exemple, un piment doux, ne contenant pas de capsaïcine, avait un degré de zéro, ce qui signifie aucune sensation de brûlure détectable même sans dilution. À l'opposé, pour les piments les plus forts, un taux de 300 000 signifiait que leur extrait devait être dilué 300 000 fois avant que la capsaïcine ne devienne indétectable.

| Unités Scoville       | Produit ou variété de piment |
| --------------------- | --- |
| 16 000 000 000        | Résinifératoxine |
| 5 300 000 000         | Tinyatoxine |
| 16 000 000            | Capsaïcine pure |
| 15 000 000            | Dihydrocapsaïcine |
| 9 200 000             | Nonivamide |
| 9 100 000             | Nordihydrocapsaïcine |
| 8 600 000             | Homodihydrocapsaïcine et Homocapsaïcine (en) |
| 2 000 000 – 5 300 000 | Bombe d'auto-défense - gaz poivre |
| 3 180 000             | Pepper X, le plus fort du monde depuis 2017 (le Carolina Reaper tenait la 1re place dans le livre Guinness des records 2013, le Pepper X a été commercialisé peu après), créé par Ed Currie en Caroline du Sud. |
| 2 480 000             | Dragon's Breath est cultivé par les entreprises Tom Smith Plants du Pays de Galles, le plus fort du monde début 2017 juste avant l'arrivée quelques mois plus tard du Pepper X                                  |
| 1 400 000 – 2 200 000 | Piment Carolina Reaper, avec une moyenne de 1 641 183, le plus fort du monde répertorié de 2013 à 2017,, créé par Ed Currie en Caroline du Sud.                                                                 |
| 1 200 000 – 2 009 231 | Trinidad Moruga Scorpion, le piment le plus fort au monde jusqu'en 2013, créé par l'agriculteur Waheed Ogeer , à Trinité-et-Tobago.                                                                             |
| 923 889 – 1 953 986   | 7 pot Douglah ou Chocolate 7 pot - Lava Chocolat, origine : Trinité-et-Tobago. |
| 1 463 700             | Trinidad Scorpion Butch Taylor, en mars 2011, le Trinidad Scorpion « Butch T » cultivé par The Chilli Factory, à Morisset, Ville de Lac Macquarie, Australie                                                    |
| 1 000 000 – 1 598 227 | Naga Morich : le développement du Dorset Naga est cultivé par Joy et Michael Michaud de «Peppers by Post», Royaume-Uni                                                                                          |
| 661 451 – 1 598 227   | Naga Dorset, à Dorset, Royaume-Uni |
| 1 359 000             | Naga Viper, en décembre 2010. Le Naga Viper est cultivé par Gerald Fowler de The Chilli Pepper Company, à Cark in Cartmel, Royaume-Uni                                                                          |
| 1 067 286 – 1 176 182 | Infinity Chili, par Nicholas Woods de Fire Foods, à Grantham, Royaume-Uni |
| 855 000 – 1 041 427   | Bhut Jolokia (alias Bih Jolokia, Naga Jolokia, Ghost Pepper) |
| 800 000               | Variétés croisées Naga x Habanero; Habanaga, Nagabon |
| 425 000 – 700 000     | Chocolate Habanero pepper - Black habanero |
| 255 000 – 500 000     | Red Savina Habanero - Red Savina |
| 150 000 – 325 000     | Piment habanero (piment antillais, Bondamanjak ou piment cabri à la Réunion), piment Scotch bonnet, piment rocoto, Jamaican Hot Pepper, Bulgarian carrot, Piment Fatalii                                        |
| 100 000 – 300 000     | Piment Datil (la majorité sont produites à Saint Augustine) |
| 100 000 – 160 000     | Pipérine,, Piment rocoto |
| 50 000 – 100 000      | Piment Thaï Hot, piment Malagueta, piment chiltepin, piment tabasco, cheiro roxa. |
| 30 000 – 60 000       | Pequin, piment oiseau ou pili-pili, harissa |
| 30 000 – 50 000       | Piment de Cayenne, Aji Charapita, piment de árbol |
| 10 000 – 30 000       | Piment serrano, Hari Mirchi, Piment d'Alep , Peperoncino calabrese |
| 5 000 – 16 000        | Paprika fort, Poivre blanc, poivre noir,, Piment Guajillo « puya » |
| 5 000 – 10 000        | Piment jaune (Hungarian Hot Wax (en)) ; Buldak ramen ; chipotle |
| 7 000 – 8 000         | Sauce Tabasco Habanero Hot |
| 4 500 – 5 000         | Piment d'Anaheim (var. New Mexico) |
| 2 500 – 8 000         | Piment jalapeño |
| 2 500 – 5 000         | Sauce Tabasco Original rouge, Piment Guajillo |
| 1 000 – 3 000         | Piment d'Espelette, piment Rocotillo, sauce sriracha, piment de Bresse |
| 1 000 – 1 500         | Piment poblano, Dolmalik |
| 500 – 2 500           | Piment d'Anaheim (en), piment de Padrón |
| 600 – 1200            | Sauce Tabasco Jalapeño verte,, piment d'Ibarra |
| 100 – 500             | Paprika doux, piments doux, piment banane, poivron Nyora, piment végétarien antillais |
| 0 – 100               | Poivron |

Le produit contenu dans les bombes aérosols d’autodéfense au gaz poivre a une valeur comprise entre 2 000 000  et   5 300 000 (matériel de police). La capsaïcine pure donne une mesure de 16 000 000. Autrement dit, 1 ppm de capsaïcine équivaut à 16 unités Scoville.

## Avantages et inconvénients
Le test de Scoville présente l'avantage de tester directement le ressenti des goûteurs, en revanche il est imprécis en raison de la différence de sensibilité, innée ou liée à une habituation, entre différentes personnes.
La chromatographie en phase liquide permet de mesurer directement le taux de capsaïcine d'une variété de piment. Elle présente l'avantage d'une mesure absolue mais elle ne prend pas en compte la présence d'autres substances, dont certaines ont pour effet d'adoucir le piment. Elle ne permet pas non plus de comparer la « force » de différentes substances chimiques.
Quelle que soit la méthode employée, le résultat peut varier fortement d'un fruit à l'autre (pour une même variété de piment), en raison de l'ensoleillement, de l'apport en eau ou du terroir.